# Tadeusz Kuder
Tadeusz Wacław Kuder (ur. 14 września 1952 w Piaskach) – polski biolog, profesor nauk biologicznych, profesor zwyczajny Uniwersytetu Jana Kochanowskiego w Kielcach.

## Życiorys
W 1976 ukończył studia na Uniwersytecie Jagiellońskim. Doktoryzował się na uczelni macierzystej w 1982. Stopień naukowy doktora habilitowanego w dyscyplinie nauk weterynaryjnych uzyskał w 1994 na Akademii Rolniczo-Technicznej w Olsztynie na podstawie pracy pt. Cytoarchitektonika i ultrastruktura zwoju skrzydłowo-podniebiennego szczura w warunkach prawidłowych i eksperymentalnych. Tytuł naukowy profesora nauk biologicznych otrzymał 22 czerwca 2004.
Zawodowo związany z Wyższą Szkołą Pedagogiczną w Kielcach, przekształcaną kolejno w Akademię Świętokrzyską i Uniwersytet Jana Kochanowskiego. Na uczelni tej doszedł do stanowiska profesora zwyczajnego. W latach 1996–1999 był dyrektorem Instytutu Biologii na Wydziale Matematyczno-Przyrodniczym. W jednostce tej kierował również Zakładem Anatomii Porównawczej Kręgowców. Następnie przeszedł do pracy w Instytucie Nauk Medycznych na Wydziale Lekarskim i Nauk o Zdrowiu, gdzie objął kierownictwo Zakładu Anatomii.
Specjalizuje się w anatomii porównawczej kręgowców, neuroanatomii i neurobiologii. W 2000 założył i do 2006 był przewodniczącym oddziału kieleckiego Polskiego Towarzystwa Anatomicznego. Został również członkiem Polskiego Towarzystwa Antropologicznego i European Association of Veterinary Anatomists. Opublikował m.in.: Aparat ruchu (1998; wyd. 2), Autonomiczny układ nerwowy (2002), Antropologia w zarysie (2011).
Odznaczony Medalem Komisji Edukacji Narodowej (2004).